# Filomelo (focidio)
Filomelo (siglo IV a. C.) fue un político y militar de Fócide (Antigua Grecia), nacido en Ledón, destacado en la tercera guerra sagrada. 
En 357 a. C., los anfictiones impusieron una multa a los focidios por cultivar tierras sagradas de Cirra. Los focidios, bajo el liderazgo de Filomelo, se negaron a pagar la multa, por considerarla excesiva e injusta. Filomelo buscó el apoyo de Esparta, que también había sido multada. Arquidamo, rey de Esparta, no ofreció en ese momento ayuda militar, pero sí contribuyó con 15 talentos, que sirvieron para contratar mercenarios que, junto a soldados focidios, se apoderaron del santuario de Delfos. Las riquezas de  Delfos sirvieron a Filomelo para reunir más mercenarios y crear así, junto a los mejores focidios, un ejército temible. Los tebanos enviaron tropas para ayudar al santuario y así empezó la tercera guerra sagrada, en la que Filomelo contó con el apoyo de lacedemonios, atenienses y algunos otros pueblos del Peloponeso, frente a tebanos, locrios, tesalios, perrebos, dorios, magnetes, enianes, dólopes, atamanes y aqueos de Ftiótide. También se contaba que Filomelo había obligado a la Pitia del oráculo de Delfos a profetizar desde el trípode acerca del resultado de la guerra.
Filomelo murió en Neón, en 354 a. C., en una batalla contra los tebanos, al precipitarse voluntariamente por un despeñadero cuando huía. Fue sucedido al frente de los focidios por Onomarco.